# Lleterassa
La lleterassa, mula, lleteresa arbòria o lletrera arbustiva (Euphorbia dendroides) és una espècie de planta de la família de les euforbiàcies.

## Distribució i hàbitat
La lleterassa o mula és pròpia del litoral mediterrani, de la península Ibèrica fins a la costa d'Egipte. Ha estat introduïda a altres llocs com a planta ornamental.
Viu a sòls calcaris i silícics. Forma part de la vegetació dels indrets pedregosos de les màquies, brolles i erms mediterranis. A les zones muntanyenques prefereix els tàlvegs i obagues de les serralades baixes litorals. No pot viure als cims o muntanyes altes ja que suporta malament temperatures inferiors als 10 °C per un temps prolongat.

## Morfologia

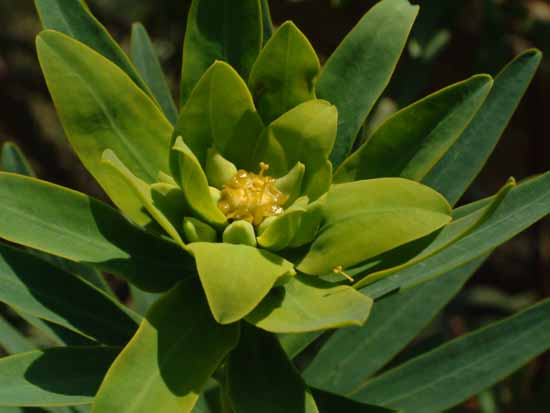
Detall de la inflorescència de la lleterassa

És una planta arbustiva nanofaneròfita i caducifòlia que creix fins a una alçada d'entre 80 i 200 cm en forma de para-sol i corona semiesfèrica. És una de les lletereses més grans d'Europa.
Les fulles són lanceolades enteres i es desprenen amb l'eixutesa de l'estiu. Prenen color verd groguenc a les puntes de les tiges on hi ha les inflorescències. Abans de caure es tornen vermelloses, però hi ha varietats ornamentals que tenen sempre la fulla vermella. La lleterassa es diferencia de les altres lletereses del mediterrani pel seu tronc llenyós, similar al d'un arbre; però aquest no sempre es forma i, en aquest cas, la planta creix com a mata densa. Comparat amb les altres lletereses, el fullatge de la lleterassa és relativament poc dens.
Aquest arbust floreix del març al maig. La inflorescència és umbel·liforme i les flors tenen les glàndules nectaríferes de color taronja. El fruit de la lleterassa és una càpsula esfèrica que conté unes llavors llises de 3 mm que mantenen llur viabilitat molts anys. La pols de les llavors i arrels es feia servir abans com a laxant.
La lleterassa és una planta molt robusta que s'ha guanyat el nom vulgar de "mula" a causa de la seva persistència i obstinació, comparables a la proverbial tossudesa de l'animal homònim. Malgrat que hom talli la planta de soca-rel i/o cremi l'indret, la lleterassa reïx a rebrotar de qualsevol resta d'arrel que hi hagi.

## Toxicitat
La lleterassa és una planta laticífera que produeix una resina blanca o làtex, conegut vulgarment com a "llet", que li ha valgut el seu nom en català.
Aquest líquid, anomenat euforbi, conté l'alcaloide euforbina que és tòxic i pot irritar la pell i els ulls severament. S'utilitzava en la medicina popular tradicional contra les berrugues i diverses malalties, però és important no fer servir aquesta "llet" sense supervisió mèdica a causa de la seva perillositat.

## Paisatgisme

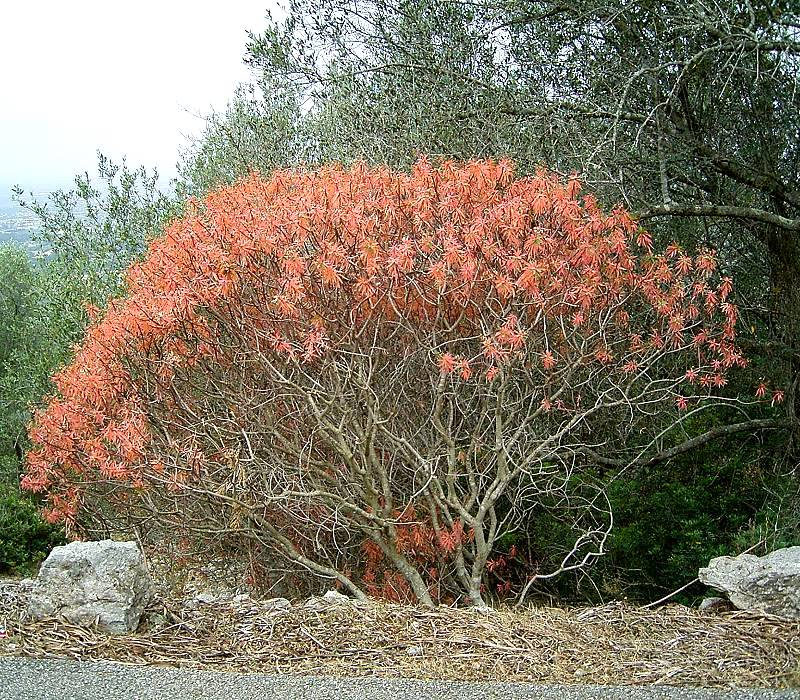

Actualment la lleterassa és una planta d'interès paisatgístic que es fa servir com a arbust ornamental als jardins de les urbanitzacions i ciutats.
És una planta ideal quan hom vol un efecte de "flora local" del Mediterrani i es vol estalviar aigua, ja que és una planta agraïda i molt resistent. Els arbustos de la lleterassa queden força bé entre roques, a les vores dels camins i a prop dels murs de les cases.